# Liste der Mitglieder des liechtensteinischen Landtags (1877)
Diese Liste führt die Mitglieder des Landtags des Fürstentums Liechtenstein auf, der aus den Landtagswahlen des Jahres 1877 hervorging. Die Wahl des Jahres 1877 war die letzte Wahl, bei der Liechtenstein aus einem einzigen Wahlkreis bestand. Sie wurde notwendig, nachdem durch die sogenannten Münzwirren, bei denen sich die Unterländer im Januar 1877 energisch gegen die Einführung der Goldwährung gewehrt hatten, der Landtag durch den Landesfürsten Johann II. aufgelöst wurde und Neuwahlen angesetzt wurden.
Die vom Volk zwischen dem 22. März und dem 14. April 1877 gewählten Wahlmänner trafen sich am 30. April auf Schloss Vaduz, um zwölf Abgeordnete zu wählen. Da im ersten Wahlgang bereits acht aus dem Oberland stammende Abgeordnete gewählt wurden, wurde schnell klar, dass die Wahlmänner aus dem Oberland sich gegen die Unterländer abgesprochen haben mussten. Dies wollten die Unterländer nicht akzeptieren und boykottierten die Fortführung der Wahl, indem sie nicht mehr teilnahmen. Da dadurch nicht mehr zwei Drittel der Wahlmänner anwesend waren, wurde die Wahl abgebrochen. Erst nach monatelangen Verhandlungen wurde beschlossen, die Wahl fortzuführen, wenn Liechtenstein fortan in zwei Wahlkreise aufgeteilt würde und das umstrittene Münzgesetz ausser Kraft bliebe. Nach diesem Kompromiss konnte die Wahl am 18. Oktober 1877 fortgesetzt werden und die restlichen Abgeordneten wurden gewählt. Außerdem wurden am 10. November 1877 drei Abgeordnete vom Landesfürsten Johann II. ernannt. Die Wahlkreise stellten künftig zusammen zwölf Abgeordnete, der Wahlkreis Oberland sieben und Unterland fünf – gemäss dem Verhältnis ihrer Einwohnerzahlen. Der Landtag konstituierte sich 1877 lediglich, um die bereits ausgehandelte Verfassungsänderung durchzuführen, und löste sich im Anschluss wieder auf. Ein Jahr später fanden dann die ersten Wahlen mit zwei Wahlkreisen statt.
Um in den Landtag gewählt zu werden, benötigte man in den ersten beiden Wahlgängen die absolute Mehrheit aller anwesenden Wahlmänner. Konnten bis dahin immer noch nicht genügend Abgeordnete gewählt werden, reichte im dritten Wahlgang die relative Mehrheit.

## Anzahl der Wahlmänner
Nach der Liechtensteinischen Verfassung wurde der Landtag nicht direkt, sondern mittels Wahlmännern gewählt. Zwischen dem 22. März und dem 14. April 1877 fanden die Wahlen in den Gemeindelokalen aller Gemeinden statt. Die Anzahl der Wahlmänner, die eine Gemeinde stellte, richtete sich nach der Anzahl der Einwohner der Gemeinde. Für 100 Einwohner stellte sie zwei Wahlmänner, wobei die Einwohnerzahl auf volle 100 kaufmännisch gerundet wurde. Für die Landtagswahl 1877 stellten die elf Gemeinden folgende Wahlmänner.
| Gemeinde     | Wahlmänner |
| ------------ | ---------- |
| Balzers      | 22         |
| Eschen       | 18         |
| Gamprin      | 6          |
| Mauren       | 18         |
| Planken      | 2          |
| Ruggell      | 10         |
| Schaan       | 20         |
| Schellenberg | 8          |
| Triesen      | 18         |
| Triesenberg  | 20         |
| Vaduz        | 18         |
| Gesamt       | 160        |

## Liste der Mitglieder
Die Wahlmänner trafen sich am 30. April 1877 im Schlosssaal in Vaduz, um die Wahl der Abgeordneten durchzuführen. Es galt dabei, dass die Wahl auf jeden Fall zur angekündigten Uhrzeit begonnen wurde, auch wenn nicht alle Wahlmänner anwesend waren. Es mussten aber mindestens zwei Drittel der Wahlmänner anwesend sein. Daher waren von den 160 gewählten Wahlmännern nur 154 anwesend. Nach dem Streit zwischen den beiden Landschaften wurde die Wahl nach dem ersten Wahlgang erst im Oktober fortgesetzt.
Am 18. Oktober 1877 trafen sich die Wahlmänner beider Landschaften erneut auf Schloss Vaduz. Es erschienen insgesamt 148 der 160 Wahlmänner. Da einer im April die Wahl abgelehnt hatte und in der Zwischenzeit ein weiterer nach Sigmaringen gezogen war, mussten noch sechs Abgeordnete und fünf Stellvertreter gewählt werden. Außerdem wurden im November drei Abgeordnete vom Landesfürsten ernannt.
| Name                   | Bemerkungen                                  |
| ---------------------- | -------------------------------------------- |
| Franz Josef Biedermann | Erster Wahlgang im Oktober                   |
| Josef Erni             | Erster Wahlgang im April                     |
| Wendelin Erni          | Erster Wahlgang im April                     |
| Johann Georg Hasler    | Erster Wahlgang im Oktober                   |
| Sebastian Heeb         | Erster Wahlgang im Oktober                   |
| Jakob Kaiser           | Erster Wahlgang im Oktober                   |
| Markus Kessler         | Erster Wahlgang im April, lehnte die Wahl ab |
| Franz Josef Kind       | Erster Wahlgang im Oktober                   |
| Johann Georg Matt      | Ernannt                                      |
| Rudolf Schädler        | Erster Wahlgang im Oktober                   |
| Johann Alois Schlegel  | Erster Wahlgang im April                     |
| Karl Wilhelm Schlegel  | Erster Wahlgang im April                     |
| Johann Georg Vogt      | Erster Wahlgang im April                     |
| Ferdinand Walser       | Erster Wahlgang im April, lehnte die Wahl ab |
| Josef Walser           | Ernannt                                      |
| Christoph Wanger       | Erster Wahlgang im April                     |
| Franz Wolfinger        | Ernannt                                      |

## Liste der Stellvertreter
Nach den Abgeordneten wurden deren Stellvertreter gewählt. Ebenfalls wurde hier in den ersten zwei Wahlgängen eine absolute Mehrheit und im dritten Wahlgang eine relative Mehrheit benötigt.
| Name              | Bemerkungen      |
| ----------------- | ---------------- |
| Anton Amann       | Erster Wahlgang  |
| Josef Gassner     | Erster Wahlgang  |
| Alois Rheinberger | Dritter Wahlgang |
| Peter Rheinberger | Erster Wahlgang  |
| Josef Tschetter   | Erster Wahlgang  |